# Biroella tardigrada
Biroella tardigrada is een rechtvleugelig insect uit de familie Morabidae. De wetenschappelijke naam van deze soort is voor het eerst geldig gepubliceerd in 1920 door Sjöstedt.
1. ↑  (en) Biroella tardigrada op de IUCN Red List of Threatened Species.